# Lobry de Bruyn-Alberda van Ekenstein-transformatie
De Lobry de Bruyn-van Ekenstein-transformatie, ook wel bekend als de Lobry de Bruyn-Alberda van Ekenstein-transformatie, is een base gekatalyseerde aldose-ketose-isomerisatie in de suikerchemie. Een typische omlegging is die tussen glyceraldehyde en dihydroxyaceton in een chemisch evenwicht.
De reactie is belangrijk voor de industriële productie van bepaalde ketoses en werd in 1885 ontdekt door  prof. dr. Cornelis Adriaan Lobry van Troostenburg de Bruyn (1857-1904), hoogleraar scheikunde aan de Gemeentelijke Universiteit van Amsterdam en jhr. ir. dr. Willem Alberda van Ekenstein (1858-1937).

## Reactiemechanisme
Het volgende schema toont het reactiemechanisme, waarbij R staat voor een willekeurige organische groep:
De positie van het evenwicht of de verhouding tussen reactant en product hangt af van de concentratie, het oplosmiddel, de pH waarde en de temperatuur. Bij het evenwichtspunt vormen de aldose en het ketose een mengsel. In het geval van glyceraldehyde en dihydroxyaceton wordt deze ook wel glycerose genoemd.

## Stereochemie
Het koolstofatoom waarop de eerste deprotonering plaatsvindt is een stereocentrum en de gehele reactie is een epimerisatie. D-Glucose (een aldose) wordt bijvoorbeeld omgelegd in D-Fructose (het ketose). De stereochemische configuratie raakt in deze reactie verloren in de enol vorm. In het everwicht kan het enol worden geprotoneerd vanuit twee zijden, hetgeen resulteert in de terugvorming van glucose en de vorming van D-mannose. Het eindproduct is een mengsel van D-glucose, D-fructose and D-mannose.